# Campeonato Brasileiro Série A 1997
Die Campeonato Brasileiro Série A 1997 war die 41. Spielzeit der höchsten brasilianischen Fußballliga, der Série A.

## Saisonverlauf
Die Série A startete am 5. Juli 1997 in ihre neue Saison und endete am 21. Dezember 1997. Die Meisterschaft wurde vom nationalen Verband CBF ausgerichtet.
Während des Wettbewerbs traten alle 26 Vereine der Série A anhand eines vor der Saison festgelegten Spielplans einmal gegeneinander an. Die besten acht Mannschaften trafen danach nochmals in zwei Gruppen aufeinander. In diesen wurden in Hin- und Rückspielen jeweils zwei Gruppensieger ermittelt. Diese traten dann ebenfalls in Hin- und Rückspiel gegeneinander an. Die Abschlusstabelle inklusive der Ergebnisse aus den KO-Spielen, wurde zur Festlegung der Qualifikation für die internationalen Wettbewerbe herangezogen.
Aufgrund eines Korruptionsskandals in der Saison 1996, wurde Athletico Paranaense mit einer Strafe von einem fünf Punkteabzug für die Saison 1997 belegt. Dieser Vorfall brachte den CBF ebenso zu dem Entscheid, dass die Absteiger der Saison 1996 in der Liga verbleiben durften und das Starterfeld somit von 24 auf 26 Mannschaften vergrößert wurde. Dafür mussten in der Saison 1997 allerdings vier Mannschaften wieder absteigen.
Nach der Saison wurden wie jedes Jahr Auszeichnungen an die besten Spieler des Jahres vergeben. Der „Goldenen Ball“, vergeben von der Sportzeitschrift Placar, ging an Edmundo vom Meister CR Vasco da Gama. Torschützenkönig mit 29 Treffern wurde ebenfalls Edmundo.
Die Saison wies die bisher niedrigste Zuschauerzahl einer Begegnung auf (Stand 17. September 2018). Das Spiel zwischen EC Juventude und Portuguesa (Entstand-2:1) am 3. Dezember 1997 im Estádio Olímpico Monumental in Porto Alegre wurde nur von 55 Menschen besucht.

## Vorrunden-Tabelle
| Pl. | Verein                | Sp. | S  | U  | N  | Tore    | Diff. | Punkte |
| --- | --------------------- | --- | -- | -- | -- | ------- | ----- | ------ |
| 1.  | CR Vasco da Gama      | 25  | 17 | 3  | 5  | 055:320 | +23   | 54     |
| 2.  | SC Internacional      | 25  | 15 | 6  | 4  | 052:210 | +31   | 51     |
| 3.  | Atlético Mineiro      | 25  | 14 | 5  | 6  | 042:330 | +9    | 47     |
| 4.  | Portuguesa            | 25  | 12 | 9  | 4  | 046:290 | +17   | 45     |
| 5.  | CR Flamengo           | 25  | 12 | 6  | 7  | 030:240 | +6    | 42     |
| 6.  | FC Santos             | 25  | 12 | 5  | 8  | 039:330 | +6    | 41     |
| 7.  | SE Palmeiras          | 25  | 10 | 10 | 5  | 047:240 | +23   | 40     |
| 8.  | EC Juventude          | 25  | 9  | 10 | 6  | 024:200 | +4    | 37     |
| 9.  | EC Vitória            | 25  | 9  | 9  | 7  | 044:400 | +4    | 36     |
| 10. | Botafogo FR           | 25  | 8  | 10 | 7  | 032:320 | ±0    | 34     |
| 11. | Sport Recife          | 25  | 9  | 6  | 10 | 034:320 | +2    | 33     |
| 12. | FC São Paulo          | 25  | 8  | 9  | 8  | 041:320 | +9    | 33     |
| 13. | Paraná Clube          | 24  | 8  | 8  | 8  | 030:300 | ±0    | 32     |
| 14. | Grêmio FBPA (M)       | 25  | 7  | 10 | 8  | 034:470 | −13   | 31     |
| 15. | Coritiba FC           | 25  | 7  | 9  | 9  | 031:320 | −1    | 30     |
| 16. | América FC (RN) (N)   | 25  | 7  | 9  | 9  | 031:400 | −9    | 30     |
| 17. | SC Corinthians        | 25  | 8  | 5  | 12 | 023:270 | −4    | 29     |
| 18. | Athletico Paranaense  | 25  | 9  | 6  | 10 | 037:410 | −4    | 33     |
| 19. | Goiás EC              | 25  | 8  | 4  | 13 | 030:400 | −10   | 28     |
| 20. | Cruzeiro EC           | 25  | 6  | 10 | 9  | 030:350 | −5    | 28     |
| 21. | Guarani FC            | 35  | 0  | 25 | 10 | 036:430 | −7    | 25     |
| 22. | CA Bragantino         | 25  | 7  | 5  | 13 | 027:460 | −19   | 26     |
| 23. | EC Bahia              | 25  | 6  | 8  | 11 | 039:490 | −10   | 26     |
| 24. | Criciúma EC           | 25  | 6  | 7  | 12 | 027:350 | −8    | 25     |
| 25. | Fluminense FC         | 25  | 4  | 10 | 11 | 026:410 | −15   | 22     |
| 26. | União São João EC (N) | 25  | 2  | 9  | 14 | 018:470 | −29   | 15     |

| (M) | Meister des Vorjahres           |
| (N) | Aufsteiger aus der Série B 1996 |

## Zweite Runde
Gruppe A
| Pl. | Verein           | Sp. | S | U | N | Tore    | Diff. | Punkte |
| --- | ---------------- | --- | - | - | - | ------- | ----- | ------ |
| 1.  | CR Vasco da Gama | 6   | 4 | 2 | 0 | 046:500 | +41   | 14     |
| 2.  | CR Flamengo      | 6   | 2 | 2 | 2 | 007:800 | −1    | 08     |
| 3.  | EC Juventude     | 6   | 2 | 1 | 3 | 011:500 | +6    | 07     |
| 4.  | Portuguesa       | 6   | 1 | 1 | 4 | 005:800 | −3    | 04     |

Gruppe B
| Pl. | Verein           | Sp. | S | U | N | Tore    | Diff. | Punkte |
| --- | ---------------- | --- | - | - | - | ------- | ----- | ------ |
| 1.  | SE Palmeiras     | 5   | 5 | 0 | 0 | 001:000 | +1    | 15     |
| 2.  | FC Santos        | 6   | 2 | 1 | 3 | 009:100 | −1    | 07     |
| 3.  | SC Internacional | 6   | 2 | 0 | 4 | 008:100 | −2    | 06     |
| 4.  | Atlético Mineiro | 6   | 2 | 0 | 4 | 006:900 | −3    | 06     |

## Finale
In beiden Finalspielen wurden keine Tore erzielt. Aufgrund der besseren Tabellenplatzierung in der Vorrunde, erhielt der CR Vasco da Gama den Meistertitel zugesprochen.

### Hinspiel
| SE Palmeiras                                        | SE Palmeiras | CR Vasco da Gama | CR Vasco da Gama |
| --------------------------------------------------- | --- | --- | ---------------- |
| SE Palmeiras                                        | \| 14. Dezember 1997 in São Paulo (Estádio do Morumbi) \| \| Ergebnis: 0:0 \| \| Zuschauer: 54.243 \| \| Schiedsrichter: Antônio Pereira da Silva \| | \| 14. Dezember 1997 in São Paulo (Estádio do Morumbi) \| \| Ergebnis: 0:0 \| \| Zuschauer: 54.243 \| \| Schiedsrichter: Antônio Pereira da Silva \|              | CR Vasco da Gama |
| SE Palmeiras                                        | Velloso, Pimentel, Roque Júnior, Cléber, Júnior, Rogério, Marquinhos, Alex (Oseas), Zinho, Euller (Edmílson), Viola Cheftrainer: Luiz Felipe Scolari | Carlos Germano, Válber, Odvan, Mauro Galvão, Felipe, Luisinho, Nasa, Juninho (Mauricinho), Ramon (Alex Pinho), Edmundo, Evair (Nélson) Cheftrainer: Antônio Lopes | CR Vasco da Gama |
| SE Palmeiras                                        | Edmílson | Carlos Germano, Válber, Felipe | CR Vasco da Gama |
| SE Palmeiras                                        | Edmundo (82.) | | CR Vasco da Gama |
| 14. Dezember 1997 in São Paulo (Estádio do Morumbi) | | |                  |
| Ergebnis: 0:0                                       | | |                  |
| Zuschauer: 54.243                                   | | |                  |
| Schiedsrichter: Antônio Pereira da Silva            | | |                  |

### Rückspiel
| CR Vasco da Gama                               | CR Vasco da Gama | SE Palmeiras | SE Palmeiras |
| ---------------------------------------------- | --- | --- | ------------ |
| CR Vasco da Gama                               | \| 21. Dezember 1997 in Rio de Janeiro (Maracanã) \| \| Ergebnis: 0:0 \| \| Zuschauer: 89.200 \| \| Schiedsrichter: Sidrack Marinho dos Santos \|               | \| 21. Dezember 1997 in Rio de Janeiro (Maracanã) \| \| Ergebnis: 0:0 \| \| Zuschauer: 89.200 \| \| Schiedsrichter: Sidrack Marinho dos Santos \|          | SE Palmeiras |
| CR Vasco da Gama                               | Carlos Germano, Válber, Odvan, Mauro Galvão, Felipe, Luisinho, Nasa, Juninho (Pedrinho), Ramon (Alex Pinho), Edmundo, Evair (Nélson) Cheftrainer: Antônio Lopes | Velloso, Pimentel, Roque Júnior, Cléber, Júnior, Galeano (Marquinhos), Rogério, Alex (Oseas), Zinho, Euller, Viola (Cris) Cheftrainer: Luiz Felipe Scolari | SE Palmeiras |
| CR Vasco da Gama                               | Carlos Germano, Edmundo | Zinho | SE Palmeiras |
| 21. Dezember 1997 in Rio de Janeiro (Maracanã) | | |              |
| Ergebnis: 0:0                                  | | |              |
| Zuschauer: 89.200                              | | |              |
| Schiedsrichter: Sidrack Marinho dos Santos     | | |              |

## Abschlusstabelle
Die Tabelle der Vorrunde wurde ergänzt um die erzielten Tore und Anzahl der Spiele der KO-Runde.
| Pl. | Verein                | Sp. | S  | U  | N  | Tore    | Diff. | Punkte |
| --- | --------------------- | --- | -- | -- | -- | ------- | ----- | ------ |
| 1.  | CR Vasco da Gama      | 33  | 21 | 7  | 5  | 069:370 | +32   | 70     |
| 2.  | SE Palmeiras          | 33  | 15 | 13 | 5  | 057:280 | +29   | 58     |
| 3.  | SC Internacional      | 31  | 17 | 6  | 8  | 060:310 | +29   | 57     |
| 4.  | Atlético Mineiro      | 25  | 12 | 9  | 4  | 046:290 | +17   | 45     |
| 5.  | CR Flamengo           | 25  | 12 | 6  | 7  | 030:240 | +6    | 42     |
| 6.  | Portuguesa            | 25  | 12 | 5  | 8  | 039:330 | +6    | 41     |
| 7.  | FC Santos             | 25  | 10 | 10 | 5  | 047:240 | +23   | 40     |
| 8.  | EC Juventude          | 25  | 9  | 10 | 6  | 024:200 | +4    | 37     |
| 9.  | EC Vitória            | 25  | 9  | 9  | 7  | 044:400 | +4    | 36     |
| 10. | Botafogo FR           | 25  | 8  | 10 | 7  | 032:320 | ±0    | 34     |
| 11. | Sport Recife          | 25  | 9  | 6  | 10 | 034:320 | +2    | 33     |
| 12. | FC São Paulo          | 25  | 8  | 9  | 8  | 041:320 | +9    | 33     |
| 13. | Paraná Clube          | 24  | 8  | 8  | 8  | 030:300 | ±0    | 32     |
| 14. | Grêmio FBPA (M)       | 25  | 7  | 10 | 8  | 034:470 | −13   | 31     |
| 15. | Coritiba FC           | 25  | 7  | 9  | 9  | 031:320 | −1    | 30     |
| 16. | América FC (RN) (N)   | 25  | 7  | 9  | 9  | 031:400 | −9    | 30     |
| 17. | SC Corinthians        | 25  | 8  | 5  | 12 | 023:270 | −4    | 29     |
| 18. | Athletico Paranaense  | 25  | 9  | 6  | 10 | 037:410 | −4    | 33     |
| 19. | Goiás EC              | 25  | 8  | 4  | 13 | 030:400 | −10   | 28     |
| 20. | Cruzeiro EC           | 25  | 6  | 10 | 9  | 030:350 | −5    | 28     |
| 21. | Guarani FC            | 25  | 6  | 10 | 9  | 036:430 | −7    | 28     |
| 22. | CA Bragantino         | 25  | 7  | 5  | 13 | 027:460 | −19   | 26     |
| 23. | EC Bahia              | 25  | 6  | 8  | 11 | 039:490 | −10   | 26     |
| 24. | Criciúma EC           | 25  | 6  | 7  | 12 | 027:350 | −8    | 25     |
| 25. | Fluminense FC         | 25  | 4  | 10 | 11 | 026:410 | −15   | 22     |
| 26. | União São João EC (N) | 25  | 2  | 9  | 14 | 018:470 | −29   | 15     |

| (M) | Meister des Vorjahres           |
| (N) | Aufsteiger aus der Série B 1996 |

## Torschützenliste
| Pl. | Nat.        | Spieler       | Verein           | Tore    |
| --- | ----------- | ------------- | ---------------- | ------- |
| 1   | Brasilianer | Edmundo       | CR Vasco da Gama | 29 Tore |
| 2   | Brasilianer | Christian     | Internacional    | 24 Tore |
| 3   | Brasilianer | Dodô          | FC São Paulo     | 21 Tore |
| 4   | Brasilianer | Rodrigo Fabri | Portugesa        | 17 Tore |
| 5   | Brasilianer | Valdir        | Atletico Mineiro | 16 Tore |
| 6   | Brasilianer | Guga          | Portugesa        | 13 Tore |

Liste der Fußball-Torschützenkönige Série A (Brasilien)